# Antonio Quaranta
Antonio Quaranta (Buenos Aires, 25 de agosto de 1893 - ib., 1966) fue un maestro, fundador de la primera escuela de San José de Jáchal, San Juan, Argentina, escuela que actualmente lleva su nombre, y realizó el primer registro de las características del lugar, su población, industrias y clima.

## Su vida
Antonio Quaranta nació en Buenos Aires, Argentina, el 25 de agosto de 1893. Fue hijo de Francisco Pablo Quaranta (1859-1931) y Rosa Ianiri (1864-1940), ambos inmigrantes italianos que arribaron a Buenos Aires en 1883 donde inicialmente instalaron una pequeña fábrica de cigarrillos y luego tuvieron local de venta de diversos artículos (zapatería, panadería, librería, etc.). Antonio fue el séptimo hijo, primer varón, de 17 hermanos, cinco de los cuales fallecieron prematuramente. Se casó con Reneé Varela con quien no tuvo hijos de sangre, no obstante adoptó a una sobrina de su esposa.
Recibido de Maestro Normal decidió ejercer su profesión cerca de la ciudad de San José de Jáchal (San Juan, Argentina), pese a que la gran mayoría de los maestros de la época preferían aceptar «puestos en las escuelas urbanas de los distritos menos alejados, cercanas a las grandes ciudades», donde fundó la primera escuela de la zona. Continuó dedicándose a las tareas escolares con entusiasmo hasta su retiro jubilatorio. Los últimos años de su vida transcurrieron en su ciudad natal. Falleció de leucemia el 24 de diciembre de  1966.

## Fundación de la escuela y actividades docente
En 1918 Quaranta se instaló en el paraje Tucunuco, distante 50 km de la ciudad de San José de Jáchal, sobre la Ruta Nacional 40 (Argentina). Allí fundó la escuela primaria de la zona, que recientemente cumplió 100 años. Según se lee en la bitácora de la escuela: «En sesión del 12 de febrero del año 1919, el Honorable Consejo Nacional de Educación, por Expte 18-S adopta como resolución las medidas propuestas por la Inspección General de Provincias relativas a la creación de una escuela en el paraje denominado Tucunuco, Departamento de Jáchal de la Provincia de San Juan, a la que se le asigna el N° 79, y nombrar como Director de la misma al Señor Antonio Quaranta, con antigüedad a la fecha que haya tomado posesión del puesto.» La escuela se fundó en un local cedido gratuitamente por el Sr. Enrique Sehade. Las clases comenzaron el 15 de marzo de 1919 con 35 alumnos inscriptos (19 niños y 16 niñas) y Quaranta como único maestro.
En 1926 la Inspección Seccional autoriza el traslado de la escuela desde Tucunuco al centro de la ciudad de San José de Jáchal, a pedido de la Dirección de la Escuela debido al precario estado del establecimiento. Esta segunda escuela funcionó en una propiedad donada por Don Pedro Alcaraz hasta el terremoto del año 1944 en que fue seriamente afectada, por lo cual se trasladó a su ubicación definitiva en la calle Rawson y Avenida España de San José de Jáchal. El 3 de agosto del año 1978 las autoridades provinciales de educación resolvieron denominarla "Escuela N° 79 Antonio Quaranta" y finalmente "Antonio Quaranta". A través de los años la matrícula de la escuela siguió creciendo alcanzando 390 alumnos en el año 2019.

## Su descripción de la zona
Complementado sus tareas docentes, Quaranta realizó el registro más antiguo de las características del lugar, su población, industrias y clima. Poco después de la fundación de la escuela, en su bitácora escolar escribió:

«Características del lugar:
Es Tucunuco un distrito situado sobre ambas márgenes del Río Jáchal, y a la vera del antiguo camino que une la capital de la provincia con la ciudad de Jáchal, cabecera del Departamento, a 145 km de la primera y a 45 km de esta última. Se trata de una extensísima finca en estado de lamentable abandono; la población se reduce a una treintena de ranchos agrupados unos pocos alrededor de la escuela y los demás perdidos entre montales de chañares y algarrobos. Cuatro o cinco son en total los arrendatarios que dedican sus actividades a la agricultura, el resto de la población trabaja con aquellos en calidad de peones cuyo jornal jamás excede de un peso nacional más la comida. Hay en la finca vestigios de un pasado próspero: vieja represa que servía para bañar hacienda vacuna en épocas en que el intercambio comercial con Chile era intenso. Millares de cabezas de ganado vacuno procedentes del litoral se invernaban en los tupidos y extensos pastizales de esta finca y que engordados se los trasladaba a la vecina república por los pasos cordilleranos reportando pingües ganancias. Hay igualmente rastros de un importante molino harinero que satisfacía las necesidades locales y sus alrededores.

Población:
Alcanza a unos doscientos habitantes aproximadamente, sin que en ellos se cuente con un solo extranjero. La población tiene su origen en una raza de indios fuertes, ágiles, mansos e industriosos, los más adelantados de los aborígenes que poblaron el extenso territorio de nuestra patria: los Huarpes. Existen en las cercanías de este lugar rastros evidentes de su pretérita existencia y que ponen de manifiesto su avanzado grado de civilización; vestigios de canales de riego de largo recorrido prueban a una población dedicada a la agricultura; lavaderos de oro con los elementos empleados para su extracción, hablan de conocimientos mineros; vasos, cantaros y demás objetos de barro cocidos, como así también trabajos tejidos en la lana y paja, dan idea cabal de una raza laboriosa e inteligente en manualidades, aptitudes que el lugareño heredó y que aún conserva. El intenso amor al terruño, la habilidad para el tejido y el don especial del rastreador, que descifra con suma precisión los signos incomprensibles que dejan los seres y las cosas que se apoyan en el suelo, son aptitudes recobradas de la raza aborigen. La época floreciente ha pasado y ahora la población vive en una peligrosa situación de estancamiento y es cuando más se nota su falta de dinamismo. El nativo de esta región es por lo general atrasado, en su mayoría analfabeto y muy afecto al alcohol, carece de estímulos; no tiene interés en mejorar su condición de pobre atávico; parece vencido en la lucha por la vida y hace de la política un “modus vivendi”. En esas condiciones, su escaso dinamismo no produce en la actualidad para afrontar las necesidades más apremiantes; no es nada previsor, nunca deja un remanente que asegure sus reservas, base sobre la cual debe estribar el bienestar y felicidad de los pueblos laboriosos y cultos. Esta inercia característica de sus moradores puede quizá atribuírsele a un conjunto de factores de diversa índole: el clima, en primer lugar; la ausencia de corrientes dinámicas que modifique la estructura primitiva activando su evolución; la situación de aislamiento en que ha vivido y por último la vida relativamente fácil en épocas anteriores.

Industrias:
La agricultura es la principal fuente de recursos de la zona; se la practica en forma rudimentaria y primitiva. Ningún sistema moderno se ha introducido para el mejoramiento de las labores agrícolas. Las máquinas modernas, que tienden a la reducción del costo, no han sido aceptadas sino con raras excepciones y algunos pequeños agricultores emplean todavía en “arado de palo” para roturar la tierra. La afluencia de gente nueva, de trabajo, que en busca de nuevos horizontes para sus aptitudes llegue con el ánimo de labrarse un porvenir, modificará seguramente las costumbres actuales, llevando a nuevas y mejores orientaciones todas las actividades tendientes al mejoramiento económico y social a base de la explotación racional de las tierras de esta zona, tan extensas y tan fértiles.

Clima:
Tanto por su altura como por su accidentada topografía es este un paraje de clima templado, seco y sano, caracterizándose por los extremos de calor y frio. El mes más caluroso es Enero cuya temperatura máxima media alcanza 35° a la sombra y la mínima media se registra en el mes de Julio y baja a 0°. Las lluvias que caen en el verano son torrenciales y casi siempre pasajeras; la precipitación anual es de 70 a 120 milímetros. Durante el invierno las lluvias son escasísimas. Predomina durante casi todo el verano el viento Sur, suave y fresco. En el período comprendido entre los meses de Mayo y Octubre, sopla con mucha frecuencia el viento Zonda; viento del N.O. caliente y seco y que eleva de improviso la temperatura de 10° a 15° sobre la normal. Viento perjudicial para los trigales y alfalfares, porque suele quemar estos cultivos sobre todo en la primavera. En invierno son muy frecuentes las heladas pero no así las nevadas que caen de muy tarde en tarde sobre el valle, aunque las crestas de los cerros que lo circundan blanquean durante toda esta época del año.»

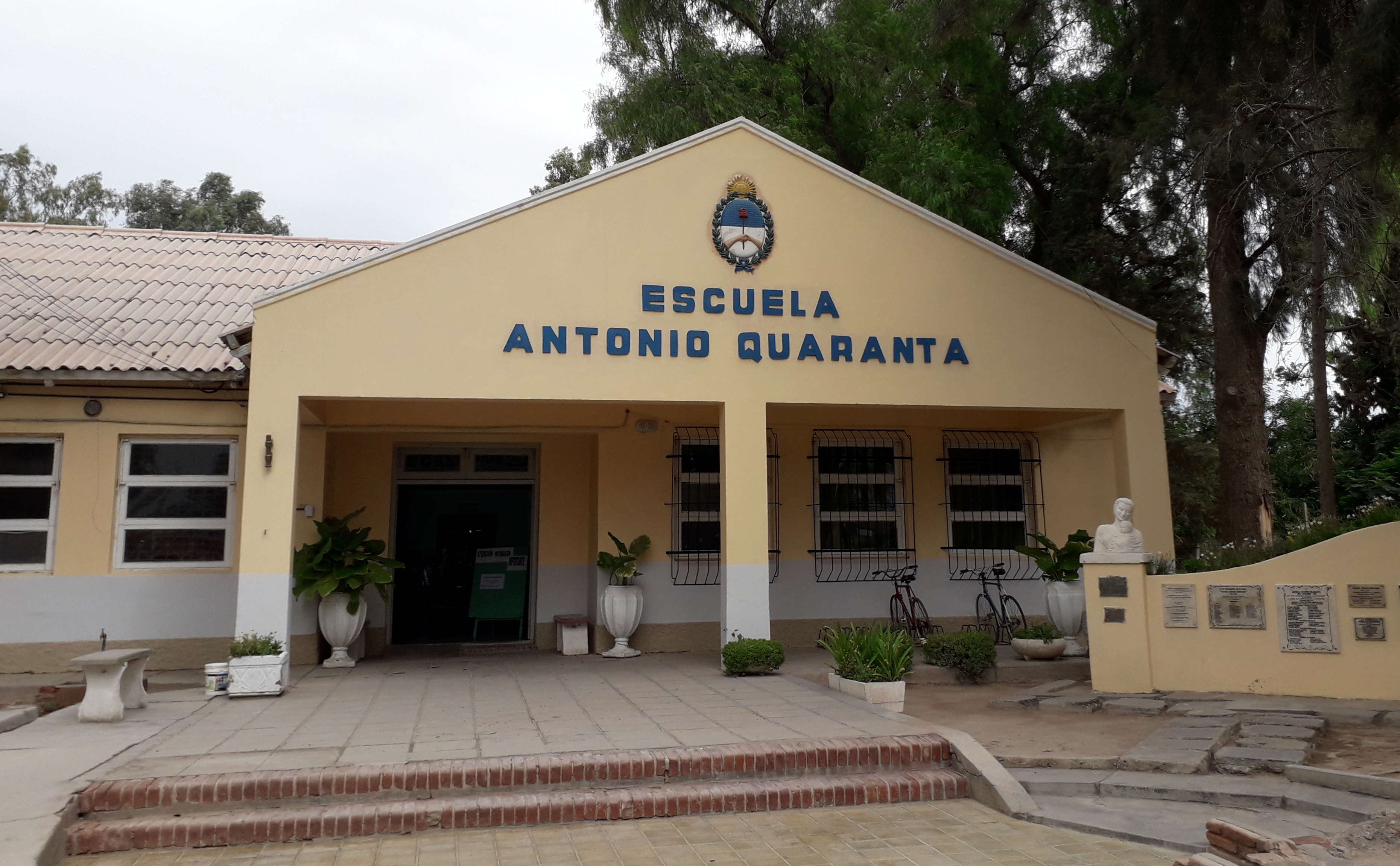
Entrada de la actual Escuela (primaria) Antonio Quaranta, San José de Jáchal, San Juan, Argentina.